# Dág
Dág là một thị trấn thuộc hạt Komárom-Esztergom, Hungary. Thị trấn này có diện tích 11,89 km², dân số năm 2010 là 946 người, mật độ 80 người/km².